# Tito Gonnella
Tito Gonnella (Livorno, 1794 – 1867) è stato un fisico e matematico italiano.

## Biografia
Fisico e matematico nativo di Livorno, Tito Gonnella fu nominato nel 1829 professore di matematica e meccanica all'Accademia delle Belle Arti di Firenze. Nel 1825 pubblicò i dati di una sua importante invenzione, il planimetro, una macchina per calcolare l'area di una figura piana irregolare disegnata in scala.
Partecipò al Terzo Congresso degli Scienziati Italiani, svoltosi a Firenze nel 1841, dove presentò alcuni perfezionamenti del telescopio newtoniano. Intrattenne rapporti col Museo di Fisica e Storia Naturale di Firenze, al quale prestò la propria consulenza per il restauro di alcuni strumenti. Nel 1862 presentò all'Esposizione internazionale di Londra una macchina da calcolo, che ottenne una menzione onorevole.
Altre invenzioni di Gonnella furono due calcolatrici meccaniche illustrate nel libro Descrizione di due macchine aritmetiche per l'addizione pubblicato nel 1859. Una delle due è particolarmente notevole perché si tratta di uno dei primissimi esempi di calcolatrice dotata di tastiera.

## Opere
- Opuscoli matematici, Firenze, Tipografia e fonderia di Giovanni Mazzoni, 1841.